# Quilbúdio (anta)

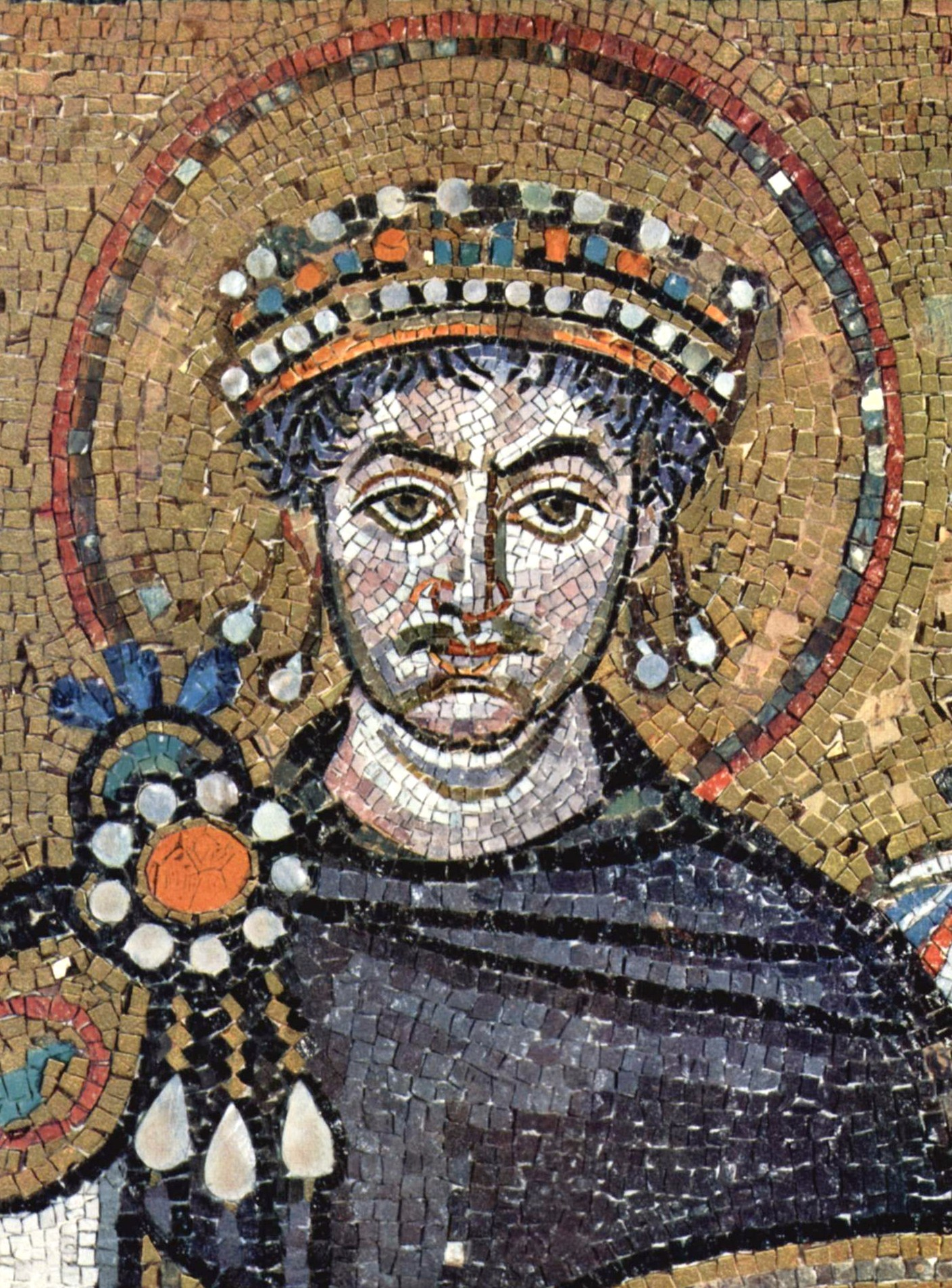
Justiniano em detalhe dum mosaico da Basílica de São Vital

Quilbúdio (em latim: Chilbudius) foi um indivíduo oriundo da confederação dos antas que esteve ativo na fronteira com o Império Bizantino no século VI.

## Vida
Em 545/546, um dos antas, mantido cativo pelos esclavenos, alegou ser o general Quilbúdio. Como os antas e esclavenos haviam temporariamente acordado a paz no período, o impostor passou para as mãos de outro membro dos antas. Um cativo bizantino de mesmo nome, persuadiu seus mestres que seu companheiro escravo era o verdadeiro Quilbúdio. Ele também tentou convencer seu mestre a devolver o cativo para o imperador Justiniano, o que requeria uma jornada através do Império Bizantino. Quando esteve entre seu povo, o impostor revelou sua real identidade e tentou reclamar o estatuto de liberto. Seus compatriotas viram nele maior utilidade como Quilbúdio em vez de um deles de modo que pressionaram-o a prosseguir com a mentira.
Aproximadamente pela mesma época, Justiniano começou a negociar com os antas. Ele ofereceu-lhes a antiga cidade de Turris, "ao norte do rio Íster" (Danúbio), e suas proximidades. A cidade foi alegadamente construída por Trajano (r. 98–117), mas estava deserta neste momento. Aos antas seria permitido que se assentassem nesta área e receberiam pagamento para guardarem as fronteiras bizantinas contra os hunos, efetivamente adquirindo o estatuto de federados. Eles aceitariam caso "Quilbúdio" fosse restaurado a seu ofício, uma clara tentativa de elevar seu homem ao posto de mestre dos soldados da Trácia. A conspiração foi revelada pelo general bizantino Narses, que capturou Quilbúdio e levou-o para Constantinopla. Seu destino subsequente é desconhecido. Independente de sua real identidade, ele relatadamente falava latim fluentemente.